# آبراهام اودوه
آبراهام اودوه (انگلیسی: Abraham Odoh؛ زادهٔ ۲۵ ژوئن ۲۰۰۰) بازیکن فوتبال است.
از باشگاه‌هایی که در آن بازی کرده‌است می‌توان به باشگاه فوتبال چارلتون اتلتیک اشاره کرد.